# پیترو لوکاتلی

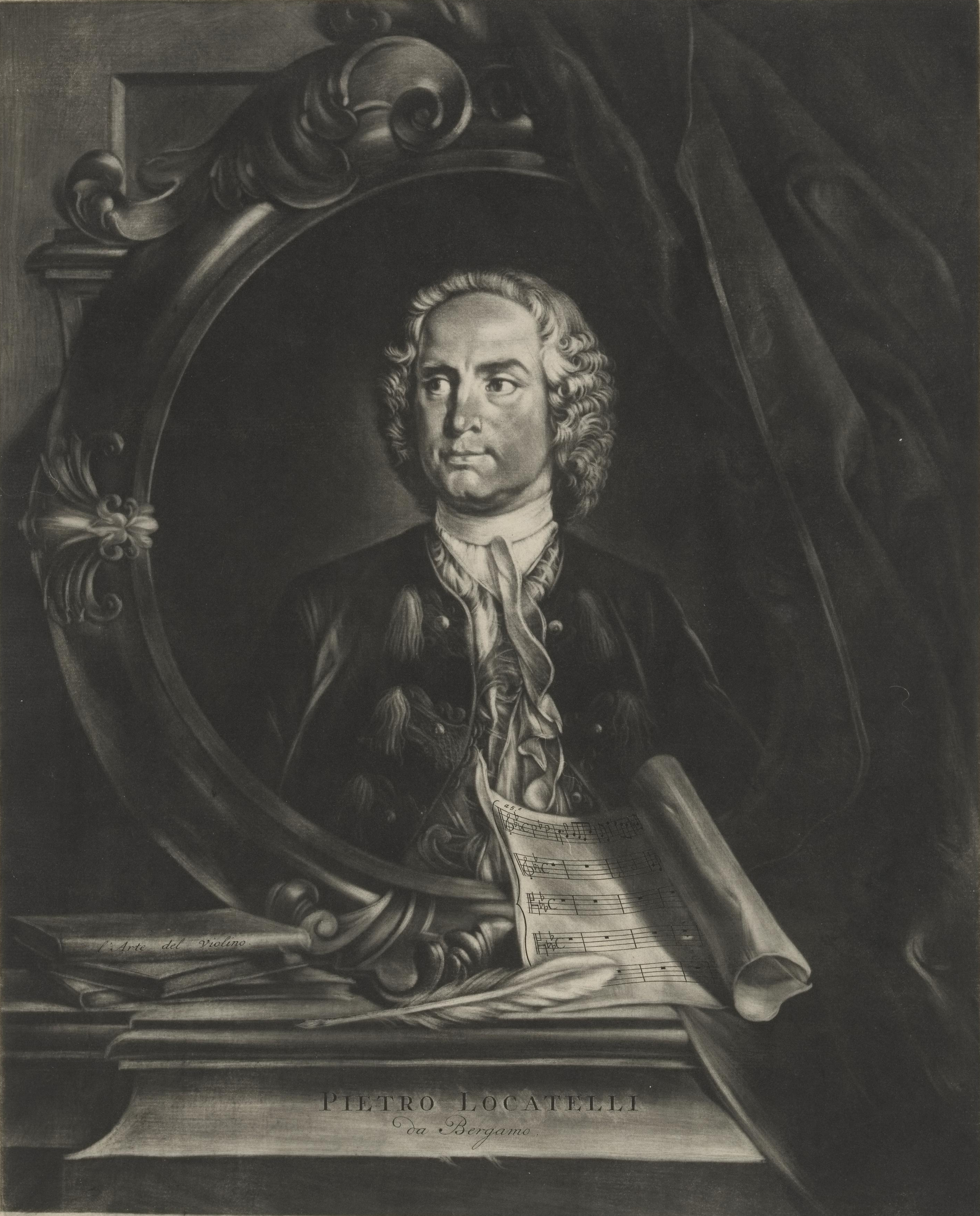
پرترهٔ پیِترو لوکاتِلی، حدود ۱۷۳۳، به شیوهٔ قلمزنی سایه‌روشن، اثر کورنِلیس تروست (۱۶۹۶–۱۷۵۰)

پیِترو لوکاتِلی (به ایتالیایی: Pietro Locatelli) (زادهٔ ۳ سپتامبر ۱۶۹۵ در برگامو - درگذشتهٔ ۳۰ سپتامبر ۱۷۶۴ در آمستردام) آهنگساز و نوازندهٔ ویولن در دورهٔ باروک اهل ایتالیا بود.